# 劇場版 ウルトラマンオーブ 絆の力、おかりします!
『劇場版 ウルトラマンオーブ 絆の力、おかりします！』（げきじょうばん ウルトラマンオーブ きずなのちから おかりします）は、2017年3月11日より全国松竹系映画館にて公開された日本の映画作品。特撮テレビドラマ『ウルトラマンオーブ』の劇場版作品である。
キャッチコピーは「大集結！新世代ヒーローズ！」。

## 概要
テレビシリーズの後日談に位置づけられており、ウルトラマンオーブの新形態オーブトリニティが登場するほか、本格的な他のウルトラ戦士との共闘が描かれる。
ウルトラ戦士側のゲストとして、前作『ウルトラマンX』からは主人公の大空大地役である高橋健介、2017年で放送50週年を迎えた『ウルトラセブン』からは主人公のモロボシ・ダン役である森次晃嗣がそれぞれ出演している。ウルトラマンエックス・ウルトラマンゼロ・ウルトラマンギンガ・ウルトラマンビクトリーも、オリジナルキャストが声を務めている。
ゲスト悪役として、宇宙魔女賊ムルナウ役をお笑い芸人の椿鬼奴、ガピヤ星人サデスの声を山寺宏一がそれぞれ務めており、山寺は『ウルトラマンG』以来27年ぶりのウルトラシリーズへの出演となった。そのほか、お笑い芸人のジャングルポケットや、主題歌を担当するDa-iCEの工藤大輝と花村想太などが、ゲスト宇宙人たちの声を務めた。

## ストーリー
魔王獣の脅威が去り、平和を取り戻した地球。SSPのもとに、かつてオフィスを訪れた少女・ユウカが謎の端末エクスデバイザーを携え、再び訪ねる。ウルトラマンエックスと名乗るその主は、「バディである大空大地を捜し出してほしい」とSSPに語りかけ、3人は彼の依頼を引き受ける。SSPは無許可で街に貼り紙をしているところを渋川に見られた矢先、エックスを狙う邪悪な魔女・ムルナウの派遣した宇宙人軍団に狙われ、絶体絶命の危機に陥るが、そこにウルトラマンゼロから宇宙を揺るがす危機を知らされ、姿を消したウルトラマンギンガとウルトラマンビクトリーを捜索していたガイに助けられる。ガイは単身ムルナウの待つ洋館へ向かうが、屋敷で彼を出迎えたのは、ガイとはすっかり腐れ縁となったジャグラーと、かつてガイに倒された宇宙人ガピヤ星人サデスだった。

## ゲストキャラクター
宇宙魔女賊 ムルナウ
宇宙をまたにかけて美を追い求める悪の宇宙魔女賊。ジャグラーが失ったダークリングを手にしたことで魔力が増し、宇宙に溢れるさまざまな美しいものを宝石化して略奪する。また、ギャラクトロンの別機体を捕獲して改造し、支配下に置くなど高い科学力を持つ。
ガイとは過去にも面識があり、かつては「インチキ魔術師」と呼ばれる程度の力しか持っていなかったが、ダークリングを手にしたことから魔力が増強し、新たな標的に地球とウルトラ戦士を選び、用心棒のガピヤ星人サデスをはじめとする宇宙人軍団やダークリングの力で召喚したデアボリックと共に、地球のすべてを愚かな文明が環境を汚す前に宝石に変えるという計画を発動する。
アジトとしている洋館型の宇宙船に侵入したガイを捕らえ、自らの目的を語ったうえでデアボリックを召喚したが、その直後に乱入してきたSSPと大空大地によってガイを救出され、ダークリングもジャグラーに奪還されて失われたことから、宝石に変えておいたウルトラ戦士たちの復活を許してしまう。
デアボリックとウルトラ戦士たちの戦闘中、オーブトリニティの放ったトリニティウムシュートが流れ弾となって洋館に直撃し、致命傷を負う。すべての戦いが終わった後、現れたガイに「命が後世に受け継いでいく美しさこそが永遠の美しさ」と諭されるが、「もう、届かない。ダイヤのような、私の心には」と悲観するように語った後、全身が宝石と化すという最期を遂げた。
- ムルナウのキャラクターは、テレビシリーズ企画初期の「明智小五郎と少年探偵団」という想定であったガイとSSPの関係性を反映し、黒蜥蜴のイメージとなっている。名前は映画監督のF・W・ムルナウに由来する。監督の田口清隆は、かつてムルナウはガイに恋愛感情を抱いていたと想定しており、怪物的な姿になるという案は最初からなかったと述べている。演じる椿は、巨大化してウルトラマンと戦いたかったとする旨を完成披露試写会で述べている。
- 当初、ラストシーンの涙は合成で処理する予定であったが、椿の要望により、実際に涙を流しての演技となった。
- 田口・中野による「エピソード10構想」では、第2章（エピソード2-1）に登場。天文学者ジグル博士と組んで宝石惑星コボルの資産を狙うが、ガイに阻止されて逃亡した。ムルナウの持っていた宝石の1つが、土のエレメントであった。『ウルトラマンオーブ THE CHRONICLE』第9話では、この出来事がガイのナビゲートで言及されている。
- 小説『トレギア物語/青い影』では、年を経て衰えた容姿となっていたが、ウルトラマントレギアから宝石化する能力を与えられたことが明らかとなった。

大空 大地（おおぞら だいち）
『ウルトラマンX』の主人公。
ムルナウの策略でウルトラマンエックスとのユナイトを解除され、ムルナウに捕まってしまう。
- 当初は大地がSSPを訪れてエクスデバイザーの捜索を依頼するという展開であったが、プロデューサーの鶴田幸伸の提案により、大地とエックスの立場が入れ替えられた。

モロボシ・ダン
『ウルトラセブン』の主人公。

## 登場ヒーロー
ウルトラマンゼロ
- ウルティメイトゼロ

ウルトラマンエックス
- ゴモラアーマー

ウルトラマンギンガ
ウルトラマンビクトリー
ウルトラセブン

## 登場怪獣・宇宙人
奇機械改竜 ギャラクトロン
合体魔王獣 ゼッパンドン
デザストロ

### 奇機械宇宙人 ガピヤ星人サデス
かつてオーブとの戦いに敗れ、体の半分を機械化して復活した宇宙人。非常にハイテンションかつポジティブな性格で、ムルナウの用心棒としてオーブとの再戦を熱望している。武器は右腕に装備した水平二連突撃銃ガピヤ・スネイクと長剣ガビヤ刀から繰り出すサデステイン。また、必殺パンチギャラクティカ・サデスファクションという技も持つ。非常に強力な再生能力を持ち、一度はオーブトリニティのトリニティウムブレイクによってバラバラになった状態から復活した。
ムルナウの洋館の庭にてラジカセで音楽を流しながらエクササイズをしていたところをガイと再会し、人間大のまま彼との戦闘に突入する。巨大化した後、オーブとの戦闘ではバーンマイトとの格闘対決はほぼ互角で、ストビューム光線をものともせず、ハリケーンスラッシュとの武器対決ではオーブスラッガーランスを弾き飛ばし、カラータイマー点滅まで追い込む強さを見せる。しかし、戦いに夢中になりすぎていることを見かねたムルナウが差し向けたヒッポリト星人カリスト、テンペラー星人バチスタ、ガッツ星人ドッペルが乱入し、オーブを連行されてしまったために決着はつかなかった。
その後、デアボリックとオーブやウルトラマンエックスの戦闘に「2対1なんて卑怯」と主張して乱入する。この時はサンダーブレスターにフュージョンアップしたオーブの前に劣勢になるも、エックスがデアボリックによって宝石にされたことに動揺したオーブの隙を突き、ギャラクティカ・サデスファクションでオーブを倒す。
オーブがオーブトリニティとなってからはトリニティウムブレイクで体をバラバラにされるが、再生能力で体を再生させ、デアボリックキャノンでオーブに大ダメージを与えて追い詰める。しかし、ウルトラセブンが加勢に現れると劣勢となり、最後はオーブのトリニティウム光輪によってデアボリック共々体を両断され、悔いなく戦えたことに満足しつつ倒された。
『ウルトラマンタイガ』第6話には、弟のガピヤ星人アベルが登場した。
- 当初はキザな用心棒という想定であったが、ジャグラーとキャラクターが被るため、ハイテンションなキャラクターに改められた[出典 2]。中野は自身が苦手なタイプを想定したとしている[10]。
- デザインは後藤正行が担当[17][18]。田口の要望により、半身を機械とした左右非対称のデザインとなった[17][18]。ボディの渦巻き模様は、『ウルトラセブン』に登場するペロリンガ星人をイメージしている[17][18]。
- スーツは『ウルトラマンゼロ THE MOVIE 超決戦!ベリアル銀河帝国』に登場するダークゴーネを改造したものである[17][18]。デザイン段階から腹部のディテールなどが取り入れられている[17][18]。
- 田口・中野による「エピソード10構想」では、第2章（エピソード2-3）に登場[12]。火山惑星ガヌン・アピの鉱山主オルロック伯爵の用心棒を務め、採掘量の減った鉱山を住民ごと爆破して保険金をだまし取ろうとする伯爵の計画を阻止しに現れたガイと対決し、火山へ落ちた[12]。『ウルトラマンオーブ THE CHRONICLE』第8話では、この出来事がガイのナビゲートで言及されている。

### 奇機械怪獣 デアボリック
ムルナウがダークリングの力で召喚したサイボーグ怪獣。全身のありとあらゆる部分に武装が施されているほか、強力な装甲による高い防御力を兼ね備えている。
右腕ジェムアームから照射するジュエリックブレーズで、あらゆるものを宝石に変えてしまう。また、左腕アサルトアームや上半身の多砲塔からミサイルなどを発射し、サデスの両腕を背部から接続させることによって口からせり出す砲塔デアボリックキャノンは、ウルトラマンオーブ オーブトリニティが長時間の戦闘で疲弊していたとはいえ、一撃でトリニティウムシールドを突き破りオーブトリニティを吹き飛ばすほどの威力を持つが、切断技に弱くウルトラセブンのアイスラッガーには真っ向から切り裂かれている。
出現してまもなく全身の武器を乱射して大規模な破壊活動を行い、破壊した市街地を宝石へ変えていった。ウルトラマンオーブやウルトラマンエックスとの戦いでは、サデスが乱入した隙にジュエリックブレーズでエックスを宝石に変える。その後、オーブトリニティとなったオーブとも他の宇宙人たちの加勢も相まって互角の戦いを繰り広げた末、デアボリックキャノンで追い詰める。しかし、セブンの加勢で劣勢になり、もう一度オーブへデアボリックキャノンを発射するもサデス共々トリニティウム光輪で真っ向から切り裂かれ倒された。
- キャラクターコンセプトは、「図体の大きいNo.2の用心棒」[16]。
- サデスとの合体は、監督の田口がソフビで人型キャラクターの足を怪獣の尾に固定させることができることから発想した[10]。接続部は本来ブースターとしてデザインされていた[10][17]。
- デザインは後藤正行が担当した[17][18]。サデスと同様に半身機械の左右非対称という田口の要望をもとに、全身を武器の塊にするなど、これまでにないフォルムの怪獣とすることを目指した[17][18]。後藤は全身にLEDを仕込んで発光させることを想定しており、造型の都合からギミック自体は採用に至らなかったものの、肩の二重の赤いラインのみが電飾で、それ以外は合成で各所を発光させている[17][18]。
- テレビアニメ『SSSS.GRIDMAN』第8話では、新条アカネの部屋の棚にデアボリックのフィギュアが飾られている[19][20]。同話に登場するメカグールギラスに合わせてメカ系怪獣でまとめられている[19][20]。

#### 『ウルトラマンタイガ』に登場するデアボリック
『ウルトラマンタイガ』第4話「群狼の挽歌」に登場。
ヴィラン・ギルドが入手していた侵略兵器。数本のレーザー光線を頭部から放つほか、左腕には破壊光弾を連射可能な特殊砲を装備している。特殊な方法で、怪獣爆弾に高圧縮され、ヴォルクに奪われ、売りつけられるはずだったが、ヴォルクが暗殺者に殺された後、爆弾が起動し、元の大きさに戻る。その後、復活したフーマに倒される。
- スーツアクター：高橋舜
- 脚本を担当した中野貴雄は、劇場版の怪獣は安易に弱体化させられないので再登場させるのが難しいが、生みの親である田口なら愛着を持って撮ってくれるだろうとの判断から登場させたと述べている[26]。

#### 『ウルトラマントリガー NEW GENERATION TIGA』に登場するデアボリック
『ウルトラマントリガー NEW GENERATION TIGA』第14話「黄金の脅威」に登場。
アブソリュートタルタロスが開いたナラクより出現した。全身に銃火器、左腕にはアサルトアームを装備している。グリッタートリガーエタニティのエタニティゼラデスによって倒される。
- スーツアクター：高橋舜

### ムルナウ配下の宇宙人
昆虫宇宙人 クカラッチ星人
ムルナウ配下の宇宙人。セミ女らと共にSSPを急襲する。
- マスクは『ウルトラマンネクサス』のアラクネアを改造したもの。

『ウルトラマンジード』に登場するクカラッチ星人
『ウルトラマンジード』第14話「シャドーの影」に登場。
地球に不法滞在しており、AIBの愛崎モアとシャドー星人クルトの手により逮捕され、退去を命じられる。
- 声：平下侑樹
- 『ジード』第14話を監督した市野龍一は、このクカラッチ星人は地球ではホストに扮していい思いをしていたため、送還を嫌がっていたと想定している。
- 映画『劇場版 ウルトラマンジード つなぐぜ! 願い!!』では別個体が沖縄の宇宙人街に登場。

『ウルトラマンタイガ』に登場するクカラッチ星人
『ウルトラマンタイガ』第1話「バディゴー！」、第17話「ガーディアンエンジェル」に登場。
第1話の個体は宇宙人犯罪組織ヴィラン・ギルドの構成員として登場し、セミ人間とともに河津を護衛するヒロユキたちのE.G.I.S.車両を襲撃した。
第17話の個体はセモン星人ミードと密約を交わし、彼が宇宙怪人 ペダン星人から盗んだ怪獣誘導装置を買い取ろうとするが失敗し、装置を奪うためミードとカナを襲う。
- 声：島田高虎（第17話）

『劇場版 ウルトラマンタイガ ニュージェネクライマックス』に登場するクカラッチ星人
『劇場版 ウルトラマンタイガ ニュージェネクライマックス』に登場。
宇宙人たちのアジトにいた星人のリーダー的存在。ガイについても認知していた。カナとガイに敗れ、彼らにグリムドの復活を察知してヒロユキが持つウルトラマンのブレスレットを売り捌いて地球から逃げ出す資金にしようとしていたことを白状する。

遊星人 セミ女
殺戮宇宙人 ヒュプナス
ガルメス人
ムルナウの配下の1人。仲間の星人と手を組み、ナオミの持つエクスデバイザーを狙う。
- マスクは『ULTRASEVEN X』のガルキメスを改造したもの。
- 映画『劇場版 ウルトラマンジード つなぐぜ! 願い!!』では沖縄の宇宙人街に登場。

『ウルトラマンタイガ』に登場するガルメス人
『ウルトラマンタイガ』第4話「群狼の挽歌」、第25話「バディ ステディ ゴー!!」、映画『ニュージェネクライマックス』に登場。
第4話の個体はヴォルクの配下として憑依宇宙人 サーペント星人とともに人間態の状態で登場。マスクを被ってヒロユキとホマレを襲撃し、拉致するがホマレに倒される。
第25話の個体は地球に暮らす平和的な宇宙人としてピット星人とともに崩れる瓦礫から宇宙人排斥派の地球人たちを瓦礫から救った。
- 声：市野龍一（第25話）

極悪宇宙人 テンペラー星人バチスタ
地獄星人 ヒッポリト星人カリスト
分身宇宙人 ガッツ星人ドッペル
電波怪人 レキューム人
憑依宇宙人 サーペント星人

## キャスト
- クレナイ ガイ - 石黒英雄[38]
- 夢野ナオミ - 松浦雅[38]
- 早見ジェッタ - 髙橋直人[38]
- 松戸シン - ねりお弘晃[38]
- ジャグラス ジャグラー - 青柳尊哉[38]
- 渋川一徹 - 柳沢慎吾[38]
- 宇宙魔女賊ムルナウ - 椿鬼奴[38]
- 大空大地 - 高橋健介[39]
- 銭湯の店主 - 諏訪太朗
- ユウカ - 平澤宏々路
- クラカッチ星人 - 布米正幸
- ガルメス人 - 片山絵美
- セミ女 - 安達仁美
- ヒュプナス - 岡村勝之
- デアボリックに襲われる男たち - 田口清隆、アベユーイチ、市野龍一、冨田卓、武居正能[注釈 5]
- 洋館内で肝試しをしていたカップルの男性[注釈 6] - 田口清隆
- モロボシ・ダン - 森次晃嗣[39]

### 声の出演
- 奇機械宇宙人ガピヤ星人サデス - 山寺宏一[1]
- 極悪宇宙人テンペラー星人バチスタ - おたけ（ジャングルポケット）[42]
- 地獄星人ヒッポリト星人カリスト - 太田博久（ジャングルポケット）[42]
- 分身宇宙人ガッツ星人ドッペル - 斉藤慎二（ジャングルポケット）[42]
- ウルトラマンエックス - 中村悠一[1]
- ウルトラマンギンガ - 根岸拓哉[1]
- ウルトラマンビクトリー - 宇治清高[1]
- サーペント星人 - 工藤大輝（Da-iCE）[42]
- レキューム人 - 花村想太（Da-iCE）[42]
- エクスデバイザー音声 - 山村響[注釈 7]
- ウルトラマンゼロ - 宮野真守[1]

### アクション
- ウルトラマンオーブ - 岩田栄慶、石川真之介、寺井大介
- 奇機械怪獣デアボリック - 桑原義樹
- 奇機械宇宙人ガビヤ星人サデス - 岡部暁
- ウルトラマンビクトリー - 大村将弘
- 地獄星人ヒッポリト星人カリスト - 稲庭渉
- 分身宇宙人ガッツ星人ドッペル - 新井宏幸
- 横尾和則
- 梶川賢司
- 丸田聡美
- 根本史彦
- 福田憲文
- 永地悠斗
- 楠村隆太
- 大久保洸成
- 片岡大知
- 佐山侑平
- 米澤早織
- 下村梨乃
- 安達仁美
- 片山絵美

## スタッフ
- 監督 - 田口清隆[38]
- 脚本 - 中野貴雄[38]
- 監修 - 大岡新一
- チーフプロデューサー - 北浦嗣巳
- プロデューサー - 鶴田幸伸
- 撮影監督 - 髙橋創
- 照明 - 武山弘道
- 録音 - 藤丸和徳
- 美術 - 木場太郎
- 編集 - 矢船陽介
- アクションコーディネーター - 岡野弘之
- キャスティング - 空閑由美子、島田和正
- VFX - 三輪智章
- 音楽 作・編曲 - 小西貴雄
- 劇場版ウルトラマンオーブ製作委員会（円谷プロダクション、バンダイ、バンダイビジュアル、電通、テレビ東京、松竹）
- 配給 - 松竹メディア事業部

## 音楽
主題歌「TWO AS ONE」
作詞 - MOMO"mocha"N. / 作曲 - KID STORM、MUSOH、BASIM / 編曲 - KID STORM / 歌 - Da-iCE
挿入歌「オーブの祈り」
作詞・作曲 - 高見沢俊彦 / 編曲 - 高見沢俊彦 with 本田優一郎 / 歌 - 水木一郎 with ボイジャー

## 制作
監督はテレビシリーズメイン監督の田口清隆が務め、撮影は前作『劇場版 ウルトラマンX きたぞ!われらのウルトラマン』と同様にテレビシリーズ最終回と並行して行われた。『X』と同様に、重くシリアスなテレビシリーズ最終回とは対照的に娯楽重視でコメディテイストの明るい作品とすることが目指されたが、ストーリーの大きな流れがあった『劇場版X』に対し、本作品ではさまざまな要素を並べることで意図的に場面があちこちに飛ぶ内容となっている。田口は本作品のコンセプトを、「ウルトラマンフェスティバルのようにおもちゃ箱をひっくり返したようなものにしたかった」と述べている。
初期案では、『ウルトラマンオーブvsウルトラマンX』として何らかの理由で悪側に堕ちた『X』の防衛チームXioが『オーブ』の世界に攻め込んでくるという展開も検討されたが、『X』側のレギュラーが多いことから、大地とエックスのみが登場する形式となった。
どのウルトラ戦士も形態数が多いため、そのうちゲストの登場形態は必要最低限に抑えられている。田口は、エクシードXはダークサンダーエナジーを浄化するという設定ゆえに登場の必然性がなく、ギンガストリウムやギンガビクトリーなどは、ギンガを『（無印）ギンガ』の代表、ビクトリーを『ギンガS』の代表としてそれぞれ位置づけているため、登場させなかったとしている。一方、エックスやビクトリーがパートナーの怪獣に話しかけるカットを入れることにより、最低限の描写で相棒怪獣の存在感を強調している。
セブンの登場シーンは、前作『X』の劇場版で登場したウルトラマンティガが伏線を張っての登場であったことから、本作品の劇中でガイがハワイから理屈なしに帰ってきたムードを引きずってフラッと登場させたと語っている。監督の田口は、『バットマンVSスーパーマン』におけるワンダーウーマンのようにしたと語っている。
新規敵キャラクターのサデスとデアボリックは、『X』『オーブ』の怪獣との差別化や、テレビでは描写しづらくなった切断技をみせる意図などから、サイボーグ怪獣となった。
特撮では、映画『巨神兵東京に現わる』で考案された伊原式と呼ばれるワイヤー操作によるビル倒壊ギミックが用いられている。

## 成績
2017年3月11日・3月12日の興行通信社国内映画ランキングでは第7位、2017年3月10日・3月11日のぴあ映画初日満足度ランキングでは92.0点で第2位をそれぞれ記録した。
最終興収は約2億円が見込まれている。

## ウルトラファイトオーブ
『ウルトラファイトオーブ 親子の力、おかりします!』は、2017年4月15日から同年6月3日まで『ウルトラマンゼロ THE CHRONICLE』内で全8話に渡って放送された特撮テレビドラマ。『劇場版 ウルトラマンオーブ 絆の力、おかりします!』のスピンオフ作品である。物語は『劇場版オーブ』のラストから直結しているが、作中でエメリウムスラッガーが誕生するなど時系列が異なる描写がある。1話につき約3分間であるが、内容によって前後しており、これに合わせる形で『ゼロ THE CHRONICLE』本編の尺が調整されている。
監督の坂本浩一や脚本の足木淳一郎など、2015年に放送された『ウルトラファイトビクトリー』のスタッフが再集結し、制作された。坂本はテレビシリーズや『THE ORIGIN SAGA』でもオファーを受けていたが、スケジュールの都合から参加できなかった。
『ゼロ THE CHRONICLE』の次番組『ウルトラマンジード』に向けてウルトラマンゼロとウルトラマンベリアルの存在感が強調されており、レイオニクスなどの設定も用いられた。その一方、ベリアルの要素を持つサンダーブレスターはあえて外されている。そのほかの登場ウルトラ戦士は、『ウルトラファイトビクトリー』との差別化を意図している。レイバトス以外の登場怪獣は、スーツが現存しているうえで商品化されているものの中から、歴代ウルトラ戦士との対戦の組み合わせを考慮して選考された。歴代ウルトラ戦士と怪獣の対決シーンは、過去の作品のオマージュとなっている。
また、本作品では色調を調整して独自の世界観を表現している。テレビシリーズとは別班であることから操演は使えず、爆発はすべて合成で処理された。
元々は、初めてライトニングアタッカーとエメリウムスラッガーを映像に出すという企画から始まり、エメリウムスラッガーが登場するため、セブンとゼロも登場することとなった。テレビシリーズにゼロは登場していないものの、ニュージェネレーションヒーローズ全員の成長に一役買っていることから、先輩としてのゼロの立ち位置を継続するものとなった。

### 登場ヒーロー（ファイト）
ウルトラマンゼロ
- ウルティメイトゼロ
- ストロングコロナゼロ
- ルナミラクルゼロ
- シャイニングウルトラマンゼロ

ウルトラマンジャック
ゾフィー
ウルトラセブン
ウルトラマンジード（プリミティブ）

### 登場怪獣・宇宙人（ファイト）
幻影宇宙帝王 ジュダ・スペクター
熔鉄怪獣 デマーガ
メカロボット怪獣 メカゴモラ
宇宙ロボット キングジョー
地底怪獣 グドン
古代怪獣 ツインテール
火山怪鳥 バードン
宇宙恐竜 ハイパーゼットン（イマーゴ）
超咆哮獣 ビクトルギエル
暴君怪獣 タイラント
- イメージのみでの登場
  - ウルトラマンベリアル
  - 究極生命体 レイブラッド星人

#### 亡霊魔導士 レイバトス
レイブラッド星人の遺伝子を受け継ぐレイオニクスの1体。魂を操る能力を持ち、手で印を結びながら「ウジュイカ、レエガミヨ」と呪文を唱えることにより、死んだ怪獣の魂を怪獣墓場から亡霊怪獣として蘇らせることができる。レイブラッド星人同様に全宇宙の支配を目的とし、それに邪魔なウルトラ戦士を根絶やしにするため、これまで彼らに倒された怪獣たちを惑星ヨミにて次々と蘇らせ、差し向ける。自身の戦闘力も高く、腕から放つ光線レイバトスシュートを主な武器とするほか、身体を貫通するほどの攻撃に遭ってもすぐに再生する不滅の力を持つ。
一度はオーブを退け、怪獣墓場にてギガバトルナイザーを復活させて怪獣100体の復活を企むが、エメリウムスラッガーへのフュージョンアップを習得したオーブには劣勢を強いられ、再生が追い付かないほどの連続攻撃に遭った末、ギガバトルナイザーと共に撃破される。
それでもなお満身創痍の状態で半ば再生を遂げ、最後の力を振り絞ってウルトラマンベリアルの復活を試みるが、失敗に終わったことからベリアルが復活済みであることを悟った直後、突如現れたウルトラマンジード（プリミティブ）にレッキングバーストで完全に消滅させられる。
- 『ウルトラマンジード』第25話内で映し出されたベリアルの記憶の中では、レイバトスを倒したのはジードではなくベリアルとなっている。両作品の監督を務めた坂本は、これを『ウルトラファイトオーブ』とは異なる別バージョンであると述べている[55]が、これはテレビシリーズ用に改めて撮影されたもので、『ファイト』シリーズの映像が（権利上の問題から）テレビシリーズでは使用できず、それと同様にテレビシリーズの映像も『ファイト』シリーズで使用できないためである[56]。
- 『ウルトラマンオーブ THE CHRONICLE』第21話で放送された再編集版では、ジードは登場せず、オーブにとどめをさされたように描写されている。

『ウルトラギャラクシーファイト』に登場するレイバトス
アブソリュートタルタロスにより、（『ジード』第25話で）ベリアルに倒される直前に救出されて本来の時間軸から外れた並行同位体。
『ウルトラギャラクシーファイト 大いなる陰謀』では、タルタロスによって惑星フィードへ連れてこられ、ギマイラを甦らせる。その後、フューチャーアースの小惑星へ連れてこられ、（『ウルトラマンサーガ』で倒された後の）バット星人を蘇らせる。
- 声：金子はりい

『ウルトラマンレグロス ファーストミッション』に登場するレイバトス
『ウルトラマンレグロス ファーストミッション』に登場。
- 声：金子はりい

### キャスト（ファイト）
- クレナイ ガイ - 石黒英雄

声の出演
- ウルトラマンゼロ - 宮野真守
- ウルトラセブン - 森次晃嗣
- ウルトラマンジャック - 団時朗
- ゾフィー - 田中秀幸
- レイバトス - 宇垣秀成

アクション
- 岩田栄慶
- 寺井大介
- 岡部暁
- 桑原義樹
- 横尾和則
- 大久保洸成
- 永地悠斗
- 安達仁美

### スタッフ（ファイト）
- 監督 - 坂本浩一
- 脚本 - 足木淳一郎
- 企画 - 坂井卓広、谷岡拡、桃井信彦
- プロデューサー - 金光大輔、石野仁子（VISTA）
- 監督補・編集 - 村上裕介
- 撮影監督 - 野澤啓
- 照明 - 河原真一、田村門彦
- 美術 - 木場太郎
- 視覚効果 - 三輪智章
- コンポジター - 関創
- ミキサー - 村田祐一
- カラリスト - 黒部尊仁
- ビデオエンジニア - 小林謙一
- アクションコーディネート - 岡野弘之
- 特殊造形 - 品田冬樹、福井康之
- 造形メンテナンス - 山部拓也、渡邊靖将、高橋彩莉紗
- キャラクターデザイン - 後藤正行
- 助監督 - 伊藤良一、作野良助、平舘銀河
- アシスタントプロデューサー - 中山剛平、佐藤洋
- 制作協力 - VISTA
- デザイン協力 - 酉澤安施
- VFX・CG - 日本映像クリエイティブ、アンダーグラフ
- ミニチュア - マーブリング・ファインアーツ
- 協力 - SKIPシティ、極楽映像社、日本照明、キャトル、マックレイ、亀甲船、アクション キャスタッフ
- 制作・著作 - 円谷プロダクション

### 配信日程（ファイト）
| 話数  | 放送日         | 登場怪獣 | オーブ以外の登場ヒーロー                                                         | ゼロクロ放送話 |
| ----- | -------------- | --- | -------------------------------------------------------------------------------- | -------------- |
| 第1話 | 2017年 4月15日 | レイバトス ジュダ・スペクター デマーガ                                                                                         | ウルトラマンゼロ                                                                 | 第15話         |
| 第2話 | 4月22日        | ジュダ・スペクター メカゴモラ                                                                                                  | ウルトラマンゼロ ウルトラマンジャック ゾフィー ウルトラセブン                    | 第16話         |
| 第3話 | 4月29日        | レイバトス ジュダ・スペクター メカゴモラ キングジョー グドン ツインテール バードン ハイパーゼットン（イマーゴ） ビクトルギエル | ウルトラマンゼロ                                                                 | 第17話         |
| 第4話 | 5月6日         | レイバトス ジュダ・スペクター メカゴモラ キングジョー グドン ツインテール バードン ハイパーゼットン（イマーゴ） ビクトルギエル | ウルトラマンゼロ ウルトラマンジャック ゾフィー ウルトラセブン                    | 第18話         |
| 第5話 | 5月13日        | レイバトス キングジョー グドン ツインテール バードン                                                                           | ウルトラマンゼロ ウルトラマンジャック ゾフィー ウルトラセブン                    | 第19話         |
| 第6話 | 5月20日        | レイバトス タイラント | ウルトラマンゼロ ウルトラマンジャック ゾフィー ウルトラセブン                    | 第20話         |
| 第7話 | 5月27日        | レイバトス タイラント | ウルトラマンゼロ ウルトラマンジャック ゾフィー ウルトラセブン                    | 第21話         |
| 第8話 | 6月3日         | レイバトス | ウルトラマンゼロ ウルトラセブン ゾフィー ウルトラマンジャック ウルトラマンジード | 第22話         |